# Tiago Cardoso dos Santos
Tiago Cardoso dos Santos (Altos, Piauí, 8 de mayo de 1984) es un futbolista brasileño. Juega de portero y su actual equipo es el Santa Cruz de la Serie A.

## Clubes
| Club       | País   | Año             |
| ---------- | ------ | --------------- |
| ABC        | Brasil | 2009            |
| Monte Azul | Brasil | 2010            |
| Santa Cruz | Brasil | 2011 - Presente |